# UEFA Women's Nations League 2023-2024 - Lega B
Questa voce raccoglie un approfondimento sulle gare della Lega B dell'UEFA Women's Nations League 2023-2024. La fase a gironi della Lega B si è disputata tra il 22 settembre e il 5 dicembre 2023.

## Formato
Nella Lega B partecipano le 16 nazionali UEFA comprese tra il 17º e il 32º posto del ranking, suddivise in quattro gruppi da quattro. Ogni squadra giocherà sei partite nel proprio gruppo affrontando le altre tre squadre in casa e in trasferta in tre finestre a settembre, ottobre e dicembre 2023. Le vincitrici dei quattro gruppi saranno promosse nella Lega A. La competizione fungerà inoltre come una fase preliminare delle qualificazioni al campionato europeo 2025, che saranno strutturate anch'esse in leghe. Le quattro ultime classificate dei gruppi retrocederanno in Lega C nelle qualificazioni all'europeo 2025. Le seconde classificate disputeranno dei play-off contro le terze dei gruppi della Lega A mentre le tre migliori terze classificate disputeranno dei play-out contro le seconde dei gruppi della Lega C con la peggiore terza classificata che retrocederà direttamente in Lega C.

## Squadre partecipanti
Le squadre sono state assegnate alla Lega B in base al ranking a conclusione della fase a gironi delle qualificazioni al mondiale 2023. Le urne per il sorteggio, composte da quattro squadre ciascuna, sono state anch'esse composte in base al ranking. L'unica restrizione applicata al sorteggio era quella del "coinvolgimento bielorusso nell'invasione russa dell'Ucraina", Bielorussia e Ucraina non potevano essere sorteggiate nello stesso gruppo.
| Squadra   | Rank |
| --------- | ---- |
| Irlanda   | 18   |
| Polonia   | 19   |
| Rep. Ceca | 20   |
| Finlandia | 21   |

| Squadra          | Rank |
| ---------------- | ---- |
| Serbia           | 22   |
| Slovenia         | 23   |
| Irlanda del Nord | 24   |
| Romania          | 25   |

| Squadra              | Rank |
| -------------------- | ---- |
| Ucraina              | 26   |
| Bosnia ed Erzegovina | 27   |
| Slovacchia           | 28   |
| Ungheria             | 29   |

| Squadra     | Rank |
| ----------- | ---- |
| Grecia      | 30   |
| Croazia     | 31   |
| Bielorussia | 32   |
| Albania     | 33   |

## Gruppo 1

### Classifica
| Pos | Squadra          | Pt | G | V | N | P | GF | GS | DR  |
| --- | ---------------- | -- | - | - | - | - | -- | -- | --- |
| 1   | Irlanda          | 18 | 6 | 6 | 0 | 0 | 20 | 2  | +18 |
| 2   | Ungheria         | 8  | 6 | 2 | 2 | 2 | 11 | 9  | +2  |
| 3   | Irlanda del Nord | 7  | 6 | 2 | 1 | 3 | 9  | 13 | -4  |
| 4   | Albania          | 1  | 6 | 0 | 1 | 5 | 2  | 18 | -16 |

### Risultati
| Arbitro: | Veronika Kovarova |

|              |           |              |
| Krasniqi 27’ | Marcatori | 74’ Fenyvesi |

| Arbitro: | Hristiyana Guteva |

|                                  |           |  |
| Lu. Quinn 31’ Carusa 70’ Agg 85’ | Marcatori |  |

| Arbitro: | Zuzana Valentová |

|  |           |                                                |
|  | Marcatori | 18’ Hayes 42’ McCabe 49’ Carusa 70’ O'Sullivan |

| Arbitro: | Zulema González |

|          |           |  |
| Wade 57’ | Marcatori |  |

| Arbitro: | Justina Lavrenovaitė-Perez |

|                                 |           |                                |
| Szabó 18’ Süle 83’ Németh 90+4’ | Marcatori | 81’ Hamilton 89’ (rig.) Magill |

| Arbitro: | Lizzy Van Der Helm |

|                                     |           |         |
| McCabe 4’, 26’, 81’ Carusa 56’, 59’ | Marcatori | 7’ Doçi |

| Arbitro: | Araksya Saribekyan |

|  |           |                |
|  | Marcatori | 88’ O'Sullivan |

| Arbitro: | Jelena Pejković |

|             |           |            |
| Maxwell 80’ | Marcatori | 56’ Zeller |

| Arbitro: | Minka Vekkeli |

|  |           |                                      |
|  | Marcatori | 43’, 47’ Magill 58’ Maxwell 85’ Bell |

| Arbitro: | Shona Shukrula |

|                    |           |  |
| Csiszár 66’ (aut.) | Marcatori |  |

| Arbitro: | Karoline Wacker |

|             |           |                                                                       |
| Beattie 75’ | Marcatori | 37’ Lu. Quinn 39’ Payne 47’ Carusa 50’ McCabe 61’ Lo. Quinn 86’ Hayes |

| Arbitro: | Veronika Kovarova |

|                                                        |           |  |
| Csiszár 10’, 43’, 81’ Kaján 11’ Turányi 18’ Zeller 88’ | Marcatori |  |

## Gruppo 2

### Classifica
| Pos | Squadra    | Pt | G | V | N | P | GF | GS | DR  |
| --- | ---------- | -- | - | - | - | - | -- | -- | --- |
| 1   | Finlandia  | 16 | 6 | 5 | 1 | 0 | 18 | 2  | +16 |
| 2   | Croazia    | 9  | 6 | 3 | 0 | 3 | 5  | 10 | -5  |
| 3   | Slovacchia | 8  | 6 | 2 | 2 | 2 | 7  | 8  | -1  |
| 4   | Romania    | 1  | 6 | 0 | 1 | 5 | 1  | 11 | -10 |

### Risultati
| Arbitro: | Michèle Schmölzer |

|                                          |           |  |
| Sällström 5’ Rantala 23’ Kosola 45’, 75’ | Marcatori |  |

| Arbitro: | Maria Marotta |

|                          |           |          |
| Rudelić 45+1’ Pezelj 54’ | Marcatori | 31’ Carp |

| Arbitro: | Angelika Soeder |

|  |           |                     |
|  | Marcatori | 17’ (rig.) Summanen |

| Arbitro: | Alexandra Collin |

|                                    |           |  |
| Hmírová 24’, 60’, 73’ Moráková 34’ | Marcatori |  |

| Arbitro: | Désirée Grundbacher |

|                                               |           |  |
| Sällström 6’ Kunštek 65’ (aut.) Franssi 90+3’ | Marcatori |  |

| Bucarest 27 ottobre 2023, ore 18:00 UTC+2 | Romania      | 0 – 0 referto | Slovacchia | Stadio Arcul de Triumf (2 347 spett.)\| Arbitro: \| Eszter Urban \| |
| Arbitro:                                  | Eszter Urban |               |            |                                                                     |

| Arbitro: | Simona Ghisletta |

|                |           |  |
| Mikolajová 64’ | Marcatori |  |

| Arbitro: | Teresa Oliveira |

|  |           |                  |
|  | Marcatori | 5’, 12’ Summanen |

| Arbitro: | Elvira Nurmustafina |

|                                                                        |           |  |
| Sällström 30’, 41’ Öling 36’ Koivisto 72’ Sevenius 84’ Hartikainen 86’ | Marcatori |  |

| Arbitro: | Hristiyana Guteva |

|                           |           |  |
| Krajinović 53’ Đorđić 60’ | Marcatori |  |

| Arbitro: | Rasa Grigonė |

|  |           |             |
|  | Marcatori | 81’ Rudelić |

| Arbitro: | Deborah Bianchi |

|                             |           |                               |
| Lemešová 32’ Mikolajová 61’ | Marcatori | 2’ Pikkujämsä 70’ Peuhkurinen |

## Gruppo 3

### Classifica
| Pos | Squadra | Pt | G | V | N | P | GF | GS | DR  |
| --- | ------- | -- | - | - | - | - | -- | -- | --- |
| 1   | Polonia | 16 | 6 | 5 | 1 | 0 | 11 | 4  | +7  |
| 2   | Serbia  | 10 | 6 | 3 | 1 | 2 | 10 | 5  | +5  |
| 3   | Ucraina | 6  | 6 | 2 | 0 | 4 | 5  | 7  | -2  |
| 4   | Grecia  | 3  | 6 | 1 | 0 | 5 | 3  | 13 | -10 |

### Risultati
| Arbitro: | Catarina Campos |

|              |           |                             |
| Ovdijčuk 20’ | Marcatori | 64’ Čanković 79’ Damjanović |

| Arbitro: | Réka Molnar |

|            |           |                                   |
| Markou 24’ | Marcatori | 1’ Pajor 40’ Padilla 84’ Pawollek |

| Arbitro: | Elvira Nurmustafina |

|                |           |            |
| Pajor 22’, 67’ | Marcatori | 80’ Šmatko |

| Arbitro: | Désirée Grundbacher |

|                                        |           |  |
| Ivanović 16’, 44’ Damnjanović 32’, 52’ | Marcatori |  |

| Arbitro: | Jana Van Laere |

|                             |           |             |
| Markou 36’ Spyridonidou 72’ | Marcatori | 3’ Kalinina |

| Arbitro: | Zuzana Valentová |

|                                |           |                 |
| Frajtović 17’ (aut.) Pajor 42’ | Marcatori | 76’ Damnjanović |

| Arbitro: | Veronika Kovarova |

|                 |           |  |
| Apanaščenko 32’ | Marcatori |  |

| Arbitro: | Galiya Echeva |

|                |           |             |
| Blagojević 52’ | Marcatori | 43’ Padilla |

| Arbitro: | Gamze Durmuş |

|  |           |                          |
|  | Marcatori | 45’ Mijatović 89’ Poljak |

| Arbitro: | Ana Maria Terteleac |

|  |           |               |
|  | Marcatori | 10’ Achcińska |

| Arbitro: | Jelena Pejković |

|                     |           |  |
| Pajor 37’ Kozak 59’ | Marcatori |  |

| Arbitro: | Katalin Sipos |

|  |           |           |
|  | Marcatori | 55’ Hiryn |

## Gruppo 4

### Classifica
| Pos | Squadra              | Pt | G | V | N | P | GF | GS | DR |
| --- | -------------------- | -- | - | - | - | - | -- | -- | -- |
| 1   | Rep. Ceca            | 13 | 6 | 4 | 1 | 1 | 11 | 4  | +7 |
| 2   | Bosnia ed Erzegovina | 11 | 6 | 3 | 2 | 1 | 8  | 6  | +2 |
| 3   | Slovenia             | 6  | 6 | 1 | 3 | 2 | 4  | 9  | -5 |
| 4   | Bielorussia          | 2  | 6 | 0 | 2 | 4 | 3  | 7  | -4 |

### Risultati
| Arbitro: | Jelena Pejković |

|  |           |                             |
|  | Marcatori | 38’ Pochmanová 86’ Cahynová |

| Arbitro: | Abigail Byrne |

|            |           |                      |
| Linnik 14’ | Marcatori | 6’ Jelčić 87’ Gavrić |

| Arbitro: | Rasa Grigonė |

|             |           |          |
| Nikolić 40’ | Marcatori | 59’ Zver |

| Arbitro: | Reelika Turi |

|                           |           |            |
| Kotrčová 28’ Cahynová 33’ | Marcatori | 55’ Valjuk |

| Arbitro: | Audrey Gerbel |

|             |           |  |
| Krajnić 88’ | Marcatori |  |

| Arbitro: | Elvira Nurmustafina |

|              |           |                      |
| Linnik 90+3’ | Marcatori | 16’ (aut.) Kubičnaja |

| Arbitro: | Maria Marotta |

|                       |           |                 |
| Dubcová 31’ Černá 67’ | Marcatori | 6’, 51’ Nikolić |

| Murska Sobota 31 ottobre 2023, ore 17:30 UTC+2 | Slovenia     | 0 – 0 referto | Bielorussia | Stadio Fazanerija (342 spett.)\| Arbitro: \| Kirsty Dowle \| |
| Arbitro:                                       | Kirsty Dowle |               |             |                                                              |

| Arbitro: | Lizzy Van Der Helm |

|                  |           |            |
| Kuštrin 74’, 77’ | Marcatori | 19’ Jelčić |

| Arbitro: | Jelena Medjedovic |

|  |           |                |
|  | Marcatori | 45’ K. Dubcová |

| Arbitro: | Emanuela Rusta |

|                                                   |           |  |
| K. Dubcová 12’ Černá 30’ Stašková 59’ Khýrová 69’ | Marcatori |  |

| Arbitro: | Deborah Anex |

|              |           |  |
| Gačanica 17’ | Marcatori |  |

Note
1. ↑  A causa del coinvolgimento del Paese nell'invasione dell'Ucraina la Bielorussia è tenuta a giocare le partite casalinghe in campi neutri e a porte chiuse fino a nuovo avviso.

## Play-off

### Raffronto tra le terze classificate
| Pos | Gr | Squadra          | Pt | G | V | N | P | GF | GS | DR |
| --- | -- | ---------------- | -- | - | - | - | - | -- | -- | -- |
| 1   | B2 | Slovacchia       | 8  | 6 | 2 | 2 | 2 | 7  | 8  | -1 |
| 2   | B1 | Irlanda del Nord | 7  | 6 | 2 | 1 | 3 | 9  | 13 | -4 |
| 3   | B3 | Ucraina          | 6  | 6 | 2 | 0 | 4 | 5  | 7  | -2 |
| 4   | B4 | Slovenia         | 6  | 6 | 1 | 3 | 2 | 4  | 9  | -5 |

## Statistiche

### Classifica marcatrici
5 reti
- Kyra Carusa
- Katie McCabe
- Ewa Pajor

4 reti
- Linda Sällström

3 reti
- Milena Nikolić
- Eveliina Summanen (1 rig.)
- Simone Magill (1 rig.)
- Kamila Dubcová
- Jovana Damnjanović
- Patrícia Hmírová
- Henrietta Csiszár

2 reti
- Anastasia Linnik
- Maja Jelčić
- Ivana Rudelić
- Katariina Kosola
- Eleni Markou
- Caitlin Hayes
- Denise O'Sullivan
- Lucy Quinn
- Danielle Maxwell
- Natalia Padilla
- Klára Cahynová
- Franny Černá
- Miljana Ivanović
- Mária Mikolajová
- Zala Kuštrin
- Dóra Zeller

1 rete
- Megi Doçi
- Qendresa Krasniqi
- Viktoryja Valjuk
- Minela Gačanica
- Andrea Gavrić
- Alma Krajnić
- Jelena Đorđić
- Ružica Krajinović
- Petra Pezelj
- Sanni Franssi
- Anni Hartikainen
- Emma Koivisto
- Ria Öling
- Emma Peuhkurinen
- Elli Pikkujämsä
- Jutta Rantala
- Oona Sevenius
- Anastasia Spyridonidou
- Lily Agg
- Heather Payne
- Louise Quinn
- Kerry Beattie
- Megan Bell
- Caragh Hamilton
- Lauren Wade
- Adriana Achcińska
- Kinga Kozak
- Tanja Pawollek
- Michaela Khýrová
- Kateřina Kotrčová
- Aneta Pochmanová
- Andrea Stašková
- Cristina Carp
- Diana Lemešová
- Tamara Morávková
- Mateja Zver
- Dina Blagojević
- Jelena Čanković
- Nevena Damjanović
- Milica Mijatović
- Allegra Poljak
- Daryna Apanaščenko
- Viktorija Hiryn
- Jana Kalinina
- Ol'ha Ovdijčuk
- Ljubov Šmatko
- Evelin Fenyvesi
- Zsanett Kaján
- Hanna Németh
- Dóra Süle
- Viktória Szabó
- Lilla Turányi

1 autorete
- Ksenija Kubičnaja (a favore della Slovenia)
- Maria Kunštek (a favore della Finlandia)
- Anđela Frajtović (a favore della Polonia)
- Henrietta Csiszár (a favore dell'Irlanda)